# Heinz Ingenbold
Heinz Ingenbold (* 4. Juni 1937; † 4. März 2025) war ein deutscher Fußballspieler.

## Karriere
Ingenbold gehörte Schwarz-Weiß Essen als Mittelfeldspieler an, für den Verein er 1958/59 in der 2. Oberliga West begann, seine Premierensaison als Zweitplatzierter hinter Hamborn 07 beendete und mit diesem Erfolg in die Oberliga West, in eine von fünf Staffeln als höchste deutsche Spielklasse, aufstieg. Diese konnte er vorerst nur ein Jahr genießen, da er mit der Mannschaft als Letzter von 16 Vereinen in die 2. Oberliga West absteigen musste. Aus dieser kehrte er als Meister 1961 und gemeinsam mit Fortuna Düsseldorf ins Oberhaus wieder zurück. Die letzten beiden Oberligaspielzeiten vor Gründung der Bundesliga als höchste deutsche Spielklasse schloss er mit seiner Mannschaft als Viert- und Siebtplatzierter ab.
Von 1963 bis 1967 spielte er dann in der zweitklassigen Regionalliga West. Die ersten drei Spielzeiten als Dreizehnter, Neunter und Siebter platziert, gelang zum Saisonabschluss 1966/67 nunmehr der zweite Platz, der zur Teilnahme an der Aufstiegsrunde zur Bundesliga berechtigte. Doch die Gruppe 1 schloss er mit seiner Mannschaft als Zweitplatzierter ab, einen Punkt hinter Aufsteiger Borussia Neunkirchen. Für Schwarz-Weiß Essen bestritt er 88 Oberligaspiele, in denen er ein Tor erzielte, und drei Spiele im DFB-Pokal-Wettbewerb.
Über das am 16. August 1959 mit 6:3 bei Hertha BSC gewonnene Ausscheidungsspiel gelangte er ins Halbfinale, das am 12. Dezember beim – bis dahin dreieinhalb Jahre ohne Heimniederlage gebliebenen – Hamburger SV mit 2:1 nach Verlängerung ebenfalls gewonnen wurde. Mit dem am 27. Dezember im Kasseler Auestadion mit 5:2 gegen Borussia Neunkirchen gewonnenen Finale gelang ihm und seiner Mannschaft der größte sportliche Erfolg.

## Erfolge
- DFB-Pokal-Sieger 1959